# Dendrocalamus merrillianus
Dendrocalamus merrillianus är en gräsart som först beskrevs av Adolph Daniel Edward Elmer, och fick sitt nu gällande namn av Adolph Daniel Edward Elmer. Dendrocalamus merrillianus ingår i släktet Dendrocalamus och familjen gräs.
Artens utbredningsområde är Filippinerna. Inga underarter finns listade i Catalogue of Life.